# باهرة قزمية
باهرة قزمية (الاسم العلمي: Agave ×pumila) هو نوع من النباتات يتبع جنس الباهرة من الفصيلة الهليونية.